# Blyford
Blyford is een civil parish in het bestuurlijke gebied East Suffolk, in het Engelse graafschap Suffolk met 110 inwoners.